# Sent Miquèl de l'Abadiá
Sent Miquèl de l'Abadiá (en francès Saint-Michel-Labadié) és un municipi francès situat al departament del Tarn i a la regió d'Occitània.

## Demografia
| 1962                                       | 1968 | 1975 | 1982 | 1990 | 1999 | 2007 |
| ------------------------------------------ | ---- | ---- | ---- | ---- | ---- | ---- |
| 93                                         | 114  | 103  | 110  | 102  | 88   | 97   |
| Des de 1962: població sense dobles comptes |      |      |      |      |      |      |

## Administració
| Període | Identitat          | Partit |
| ------- | ------------------ | ------ |
| 2001-   | Jean-Louis Biscons |        |